# Cidariophanes fulminea
Cidariophanes fulminea là một loài bướm đêm trong họ Geometridae.